# Genlisea glandulosissima
Genlisea glandulosissima este o specie de plante carnivore din genul Genlisea, familia Lentibulariaceae, ordinul Lamiales, descrisă de R. E. Fries. Conform Catalogue of Life specia Genlisea glandulosissima nu are subspecii cunoscute.